# Lluer safrà
El lluer safrà (Spinus siemiradzkii) és un ocell de la família dels fringíl·lids (Fringillidae).

## Hàbitat i distribució
Habita zones àrides amb matolls i bosc decidu de les terres baixes del vessant sud-americà del Pacífic a l'Equador.